# شهرداری بنسکا
شهرداری بنسکا (به بلغاری: Bansko Municipality) یک شهرداری در بلغارستان است که در استان بلاگووگراد واقع شده‌است.

## خصوصیات
شهرداری بنسکا ۴۷۵٫۸۸ کیلومترمربع مساحت و ۱۳٬۰۸۸ نفر جمعیت دارد و ۸۷۱ متر بالاتر از سطح دریا واقع شده‌است.